# Lambert Darchis
Lambert Darchis est un ecclésiastique liégeois né le 28 juillet 1625 à Milmort et mort le 25 février 1699 à Rome.

## Biographie
Fils de Jacques Darchis et Marguerite Froidmont, il est baptisé dans l’église Notre-Dame aux Fonts à Liège le 31 juillet 1625. De 1646 à 1699, il travaille à Rome au service de la curie romaine, avant d'y mourir le 25 février 1699.
Son testament, rédigé le 22 octobre 1696, est  à la base de la création de la fondation Lambert-Darchis, qui propose des bourses d’études à de jeunes Liégeois et Wallons (nés ou vivants dans le diocèse de Liège), dans le domaine des sciences ecclésiastiques et des arts (artistes, restaurateurs d’œuvres d’art et historiens de l’art).

## Boursiers de la fondation Darchis

### XVIIIesiècle
- Jean-Noël Hamal (1709-1778), compositeur.
- Laurent-Benoît Dewez (1731-1812), architecte.
- Léonard Defrance (1735-1805), peintre.
- Joseph Dreppe (1737-1810), graveur.
- André Modeste Grétry (1741-1813), compositeur.
- Henri Hamal (1744 - 1820), compositeur.

### XIXesiècle
- Gilles-François Closson (1796-1842), peintre.
- Louis-Eugène Simonis (1810-1882), sculpteur.
- Jean-Mathieu Nisen (1819-1885), peintre.
- Prosper Drion (1822-1906), sculpteur.
- Victor Fassin (1826-1906), peintre.
- Adolphe Fassin (1828-1900), sculpteur.
- Jules Halkin (1830-1888), sculpteur.
- Léon Philippet (1843-1906), peintre.
- Alphonse de Tombay (1843-1918), sculpteur.
- Léon Mignon (1847-1898), sculpteur.
- Adrien de Witte (1850-1935), peintre et graveur.
- Joseph Pollard (1853-1922), sculpteur.
- Henri Simon (1856-1939), écrivain.

### XXesiècle
- François Maréchal (1861-1945), graveur.
- Richard Heintz (1871-1929), peintre.
- Dieudonné Jacobs (1887-1967), peintre.
- Jean-Pierre Ransonnet (né en 1944), peintre.
- Pierre Petry (1945-2017), sculpteur.
- Claude Rahir (1937-2007), peintre, sculpteur, mosaïste.

## Hommages
La rue Darchis à Liège et la rue Lambert Darchis à Milmort lui rendent hommage.